# Perry (nápoj)

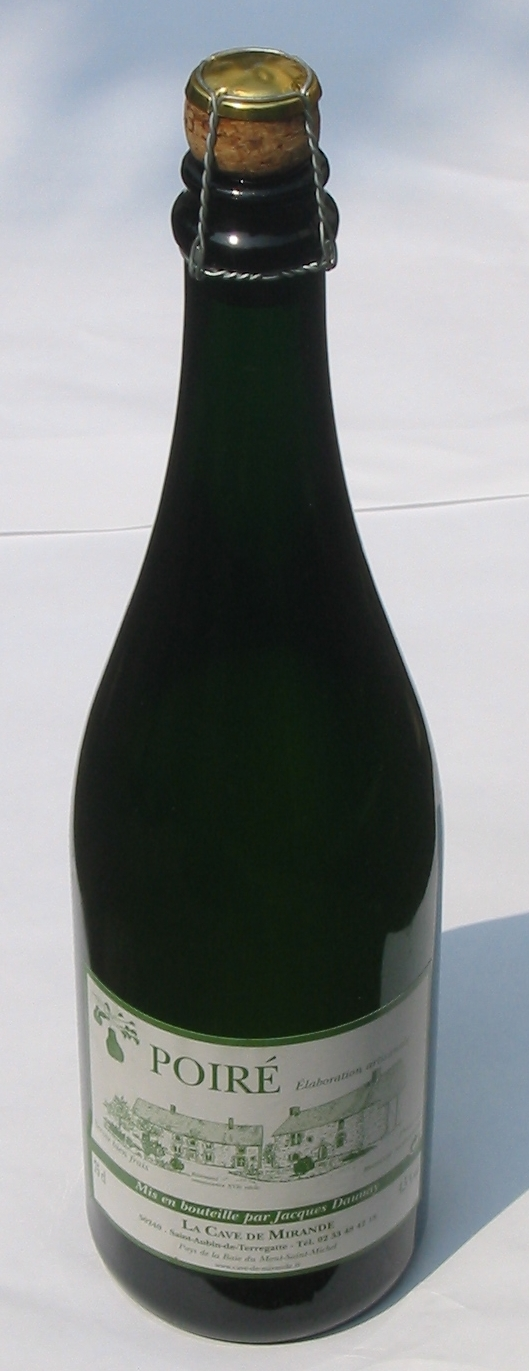
Tradiční perry (francouzsky poiré) je v Normandii stáčen do lahví šampaňského typu.

Perry je alkoholický nápoj vyráběný kvašením hrušek (plodů hrušně). Po celá staletí bylo perry běžné v Anglii, a to zejména ve třech hrabstvích: Gloucestershire, Herefordshire a Worcestershire, a dále v některých částech na jihu Walesu. Ve Francii se jedná zejména o Normandii a Anjou. Původ názvu může pocházet z anglického názvu pro hrušku pear a francouzského poiré.
Nápoj byl rovněž vyráběn a používán v USA. Hrušně v době než byly vyšlechtěny odrůdy hrušní s plody vhodnými i k přímé konzumaci byly používány výhradně k výrobě tohoto nápoje a k vaření. Tradice výroby nápojů z plodů hrušní je známa ze starověkého Řecka a Říma.
V nedávné době se prodávané perry označovalo jako „hruškový cidr“, ačkoli některé organizace (např. CAMRA), tento název neakceptují jako tradiční nápoj.